# Coppa del mondo di ciclocross 2000-2001
La Coppa del mondo di ciclocross 2000-2001, ottava edizione della competizione, si svolse tra il 5 novembre 2000 ed il 21 gennaio 2001. Richard Groenendaal vinse il titolo.

## Uomini élite

### Risultati
| # | Data        | Città       | Evento                        | Vincitore           | Leader della Cl. mondiale |
| - | ----------- | ----------- | ----------------------------- | ------------------- | ------------------------- |
| 1 | 5 novembre  | Bergamo     | Ciclocross di Bergamo         | Richard Groenendaal | Richard Groenendaal       |
| 2 | 18 novembre | Tábor       | Cyklokros Tábor               | Bart Wellens        | Richard Groenendaal       |
| 3 | 3 dicembre  | Leudelange  | Grand Prix Julien Cajot       | Richard Groenendaal | Richard Groenendaal       |
| 4 | 17 dicembre | Zolder      | Grote Prijs Eric De Vlaeminck | Sven Nys            | Richard Groenendaal       |
| 5 | 7 gennaio   | Zeddam      | Grote Prijs Montferland       | Sven Nys            | Richard Groenendaal       |
| 6 | 21 gennaio  | Pontchâteau | Cyclo-cross de Pont-Château   | Richard Groenendaal | Richard Groenendaal       |

### Classifica generale
| Pos. | Corridore           | Punti |
| ---- | ------------------- | ----- |
| 1    | Richard Groenendaal | 310   |
| 2    | Bart Wellens        | 225   |
| 3    | Mario De Clercq     | 223   |
| 4    | Petr Dlask          | 218   |
| 5    | Erwin Vervecken     | 190   |
| 6    | Sven Nys            | 179   |
| 7    | Tom Vannoppen       | 173   |
| 8    | Daniele Pontoni     | 150   |
| 9    | Jiří Pospíšil       | 149   |
| 10   | Gerben de Knegt     | 123   |